# Grupo México
Grupo México (Grupo México S.A.B. de C.V.) es un conglomerado mexicano que opera tres divisiones (Minera México, Grupo México Transportes y Grupo México Infraestructura) y Fundación Grupo México. Fue fundado en el año 1978 y su sede central se encuentra en Lomas de Chapultepec en la alcaldía Miguel Hidalgo de la Ciudad de México. 
Su División Minera se posicionaba en el año 2019 como la empresa minera más grande de México y la tercera productora de cobre más grande del mundo. Su División Transporte opera la flota ferroviaria más grande del país.
A Grupo México se le ha responsabilizado de algunos de los desastres industriales más grandes de México, como el colapso de una mina en Pasta de Conchos en el año 2006, que cobró la vida de 65 mineros; del desastre ecológico en los ríos Bacanuchi y Sonora en el año 2014; así como del derrame de 3000 litros de ácido sulfúrico en el Mar de Cortés en el año 2019.

## Historia
La empresa fue fundada por José Ángel Gutiérrez Contreras y Germán Larrea Mota Velasco  en 1978. Tras la supuesta bancarrota de la compañía minera estatal, declarada por el gobierno de Carlos Salinas, Larrea compró minas clave en Cananea y Nacozari (ciudades del estado de Sonora). También compró muchos otros lugares mineros, incluyendo minas de carbón en el estado de Coahuila. En el año 2000, Grupo México fue responsable del 87,5 por ciento de la producción mexicana de cobre y era la tercera empresa más importante del mundo en producción de cobre.
En 2004, Grupo México compró también la parte mayoritaria de Southern Peru Copper Corporation, que fue una de las empresas más grandes de Perú en los años 1990. Grupo México adquirió el 54,2% de los títulos sobre Southern Peru Copper que tenía Corporation de ASARCO LLC, una empresa minera que operaba en Estados Unidos. La venta del control de SPCC se debe a un litigio mantenido en EE. UU. entre el Grupo México y ASARCO.
1234567890== ZDP cadena libres ==
Archivo:ZDP cadena libre de codigo librede fiwevare libre

## Controversias por negligencia y contaminación
En 2010, el Covalence Ethical Quote Ranking 2010, consideró a Grupo México como la novena empresa menos ética del mundo.

### ASARCO
En 1999, Grupo México adquirió a una productora de cobre estadounidense llamada ASARCO. De 2000 a 2019, la minera ha tenido más de 120 infracciones en cuestiones de salud, seguridad y medio ambiente, como las descargas de contaminantes en cuerpos de agua.

### Cananea
Grupo México ha estado en conflicto permanente con Local 65, la rama en Cananea del Sindicato Nacional de Trabajadores Mineros (SNTMMSRM). Durante las huelgas de mineros en enero de 2003 y octubre de 2004, Grupo México respondió con el cierre de las minas de Cananea.

### Pasta de Conchos
En 2006, una explosión en la mina de Pasta de Conchos, la cual fue el resultado de la acumulación de gas metano, ocasionó la muerte de 65 trabajadores, quienes quedaron atrapados, y sus restos no pudieron ser rescatados después de que la empresa suspendió el rescate. Desde el año 2000, la mina tenía reportes de fallos en la seguridad.

### Contaminación de los ríos Bacanuchi y Sonora
El 6 de agosto de 2014, el Grupo México fue el responsable del derrame de 40 mil metros cúbicos o 40 millones de litros de cobre acidulado a los ríos Bacanuchi y Sonora, afectando a siete comunidades. Hasta 2019 no se han hechos responsables de tal negligencia y la gente del estado de Sonora sigue viéndose afectada.

### Derrame de ácido sulfúrico en el Mar de Cortés
El 9 de julio de 2019, Grupo México fue responsable del derrame de 3 metros cúbicos o 3 mil litros de ácido sulfúrico al Mar de Cortés en Guaymas, Sonora, a casi 5 años del derrame de 40000 metros cúbicos de cobre acidulado en 2014. El 15 de julio, 5 días después de que la empresa hiciera pública su responsabilidad por el derrame, sus acciones en el mercado descendieron 4,41%, que equivalen a 16,900 millones de pesos mexicanos.